# Fredrik Pira
Claes Fredrik Pira, född 18 september 1831 vid Ortala bruk, Väddö socken, död 13 juli 1887 i Askers socken, var en svensk frikyrkoledare.
Fredrik Pira var son till mästersmeden Claes Pira. Efter att ha varit bruksbokhållare vid Ortala bruk studerade han vid Musikkonservatoriet i Stockholm, varifrån han 1854 utexaminerades som organist och kyrkosångare. Han avlade 1856 folkskollärarexamen i Stockholm och anställdes samma år som organist och skollärare i Håtuna socken men tog avsked 1860. Detta berodde på att han kommit under inflytande av baptismen och därför varnats av sockenstämman. Efter en kortare vistelse i Sigtuna, där han döptes och anslöt sig till baptistförsamlingen, mottog han samma år kallelse som pastor i Askers baptistförsamling, där han var verksam till sin död. I Asker utförde Pira ett banbrytande arbete, och gjorde församlingen till ett centrum för religiös och social verksamhet. Man drev där en vardagsskola 1860–1905. Från 1862 startades även söndagsskolor. 1882 tillkom Fridsta bokhålleriskola till stånd, där Pira försökte förena sträng ordning och fritt umgänge mellan eleverna. I skolorna och ungdomsföreningarna befordrade han utövandet av sång och musik. Han satte musik till ett flertal söndagsskolsånger och deltog från 1878 i arbetet med baptistsamfundets sångbok Psalmisten. Pira var en av de mest framstående inom den baptistiska väckelserörelsen i Närke. Som predikant var han enkel, klar och entusiastisk och hade förmågan att fånga sina anhängare. han var tolerant mot oliktänkande, även mot statskyrkans anhängare.